# Mil caminos (álbum de Lucybell)
Mil Caminos es el noveno álbum de estudio de la banda de rock chileno Lucybell. Fue grabado en los estudios Estudio del Sur en María Pinto, Santiago de Chile durante 2019 y fue masterizado en Los Ángeles, California.
El álbum cuenta con nuevas versiones de canciones anteriores de la banda, en arreglos más acústicos y enfocados en las cuerdas. Además cuenta con la colaboración de varios artistas en distintos temas, como Manuel García, Consuelo Schuster y Beto Cuevas.
La banda originalmente contó con una lista preliminar de 80 canciones, las cuales fueron descartando hasta llegar a las 18 finales, además de la nueva canción «Culpable» y su versión alternativa con batería. Adicionalmente, Mil Caminos es un proyecto el cual llevaba años como una idea, la cual se empezó a concretar en 2018 y finalmente llevado a cabo en 2019, culminando con su publicación en octubre del 2020.
A pesar de contar con una larga lista de canciones, el álbum no incluye ninguna canción de Fénix, el séptimo álbum de estudio de la banda, lanzado en el 2010. Lo mismo sucede con su EP Poderoso lanzado en 2013.

## Lista de canciones
Todas las letras escritas por Claudio Valenzuela, toda la música compuesta por Lucybell. 
| N.º   | Título                             | Álbum original        | Duración |  |
| 1.    | «Cuando Respiro en tu Boca»        | Peces (1995)          | 3:42     |  |
| 2.    | «Vete» (con Manuel García)         | Peces (1995)          | 3:54     |  |
| 3.    | «Viajar» (Space Mix)               | Viajar (1996)         | 4:49     |  |
| 4.    | «Carnaval» (con Consuelo Schuster) | Viajar (1996)         | 4:17     |  |
| 5.    | «Mataz»                            | Viajar (1996)         | 5:37     |  |
| 6.    | «Sembrando en el Mar»              | Lucybell (1998)       | 3:37     |  |
| 7.    | «Luces No Bélicas»                 | Amanece (2000)        | 3:48     |  |
| 8.    | «Milagro» (con Beto Cuevas)        | Amanece (2000)        | 3:34     |  |
| 9.    | «Tu Sangre»                        | Sesión Futura (2001)  | 3:16     |  |
| 10.   | «Mil Caminos»                      | Sesión Futura (2001)  | 4:48     |  |
| 11.   | «Sálvame la Vida»                  | Lúmina (2004)         | 3:23     |  |
| 12.   | «Hoy Soñé»                         | Lúmina (2004)         | 3:00     |  |
| 13.   | «Fe»                               | Comiendo Fuego (2006) | 3:55     |  |
| 14.   | «A Perderse»                       | Comiendo Fuego (2006) | 3:36     |  |
| 15.   | «Vuelve a Mí»                      | Comiendo Fuego (2006) | 3:45     |  |
| 16.   | «Ráptame del Fin»                  | Comiendo Fuego (2006) | 4:01     |  |
| 17.   | «Magnética Luz»                    | Magnético (2017)      | 3:33     |  |
| 18.   | «Salté a Tus Ojos»                 | Magnético (2017)      | 4:09     |  |
| 19.   | «Culpable»                         | Inédita               | 3:22     |  |
| 20.   | «Culpable» (Versión con batería)   | Inédita               | 3:22     |  |
| 77:28 |                                    |                       |          |  |

## Personal

##### Lucybell
- Claudio Valenzuela – Voz, guitarra, guitarra eléctrica
- Cote Foncea – Voz, batería, guitarra, guitarra de 12 cuerdas
- Eduardo Caces – Voz, bajo eléctrico, contrabajo, piano en "Culpable"

##### Músicos adicionales
- Cuti Aste – Clavinet, Hammond, piano, vibráfono, voz en "A Perderse", Wurlitzer,

| Instrumentos de cuerda- Sebastián Vergara – Dirección, arreglos - Ángel Cárdenas – Violonchelo - Natalia Carrillo – Viola - Daniella Rivera – Violín | Instrumentos de viento- Andrés Pérez – Dirección, arreglos, saxofón - Mauricio Castillo – Trompeta - Rony Sepúlveda – Corno - Alfredo Tauber – Trombón |

##### Músicos invitados
- Manuel García – Voz en "Vete"
- Consuelo Schuster – Voz en "Carnaval"
- Beto Cuevas – Voz en "Milagro"
- Carlos Cabezas – Charango en "Magnética Luz"